# Mama (singel Exo)
„MAMA” – singel grup EXO-K i EXO-M, wydany cyfrowo 8 kwietnia 2012 roku przez wytwórnię SM Entertainment. Singel ukazał się w dwóch wersjach językowych: edycji koreańskiej EXO-K i mandaryńskiej EXO-M. Utwór promował minialbum o tym samym tytule. Singel sprzedał się w Korei Południowej w nakładzie ponad 270 976 egzemplarzy (stan na maj 2012 r.).

## Promocja i wydanie
Utwór MAMA został napisany i wyprodukowany przez Yoo Young-jin. Koreańska wersja jest została wykonana przez podgrupę EXO-K, a mandaryńska przez EXO-M. Teledyski piosenki ukazały się 7 kwietnia 2012 na oficjalnym kanale YouTube wytwórni.
Obie podgrupy, EXO-K i EXO-M, wykonały obie wersje utworu podczas przeddebiutowego koncertu 31 marca 2012 r. na Stadionie Olimpijskim w Seulu. Drugi koncert odbył się 1 kwietnia w Wielkiej Sali na Uniwersytecie Ekonomii i Biznesu Międzynarodowego w Pekinie.
8 kwietnia EXO-K dali debiutancki występ w południowokoreańskim programie muzycznym Inkigayo, a EXO-M w Top Chinese Music Awards.

## Lista utworów
| Nr | Tytuł              | Czas |
| -- | ------------------ | ---- |
| 1. | „MAMA” (kor. 마마) | 4:32 |